# Lịch sử phép thuật
Lịch sử của phép thuật kéo dài từ các nền văn hóa biết chữ sớm nhất, những người dựa vào bùa chú, bói toán và phép thuật để giải thích và ảnh hưởng đến các lực lượng tự nhiên. Ngay cả những xã hội không có ngôn ngữ viết cũng để lại những hiện vật thủ công, nghệ thuật hang động và di tích đã được giải thích là có mục đích kỳ diệu. Ma thuật và những gì sau này được gọi là khoa học thường được thực hành cùng nhau, với các ví dụ đáng chú ý về chiêm tinh học và giả kim thuật, trước khi Cách mạng Khoa học cuối thời kỳ Phục hưng châu Âu chuyển sang tách khoa học khỏi ma thuật trên cơ sở quan sát lặp lại. Mặc dù mất uy tín này, việc sử dụng ma thuật vẫn tiếp tục cả trong vai trò truyền thống của nó và trong số các nhà huyền bí học hiện đại, những người tìm cách thích nghi nó cho một thế giới khoa học.